# Kehmen
Kehmen (Kiemen en luxemburgués) es una localidad perteneciente a la comuna de Bourscheid y al Cantón de Diekirch en Luxemburgo. El pueblo fue uno de los escenarios bélicos de la Batalla de las Ardenas. La 101.ª División Aerotransportada del general Patton liberó finalmente esta localidad del control alemán